# Brenschelbach
Brenschelbach-Riesweiler est un quartier de la commune allemande de Blieskastel dans l'arrondissement de Sarre-Palatinat en Sarre, frontalier avec la commune mosellane d'Ormersviller.
Jusqu'au 1er janvier 1974, Brenschelbach était une commune indépendante de l'arrondissement de Hombourg.

## Géographie

### Localisation
Brenschelbach se trouve dans la région naturelle du Bliesgau, à l'extrême sud-est du Palatinat sarrois.

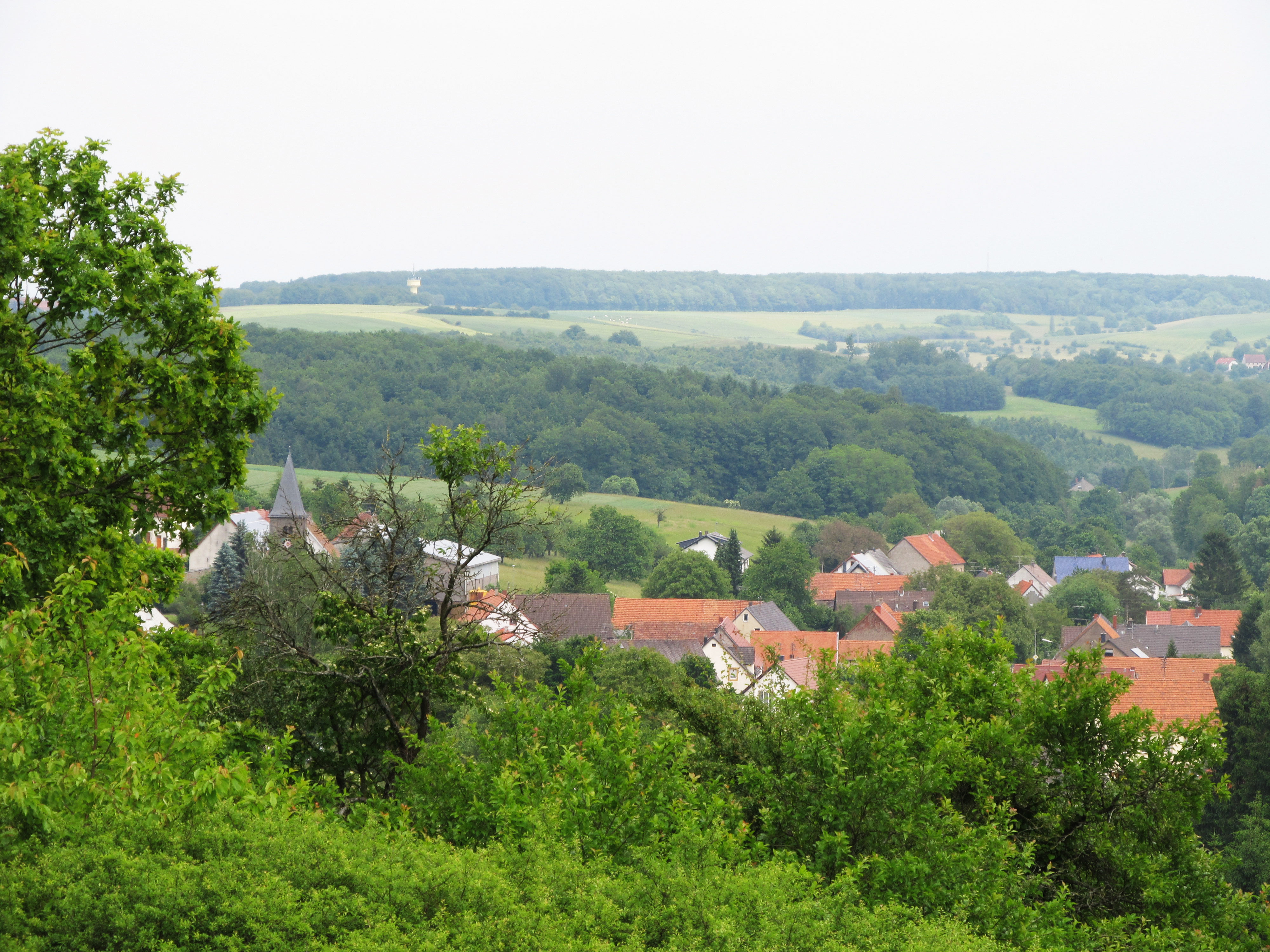
Vue du village.

### Voies de communications et transport
De 1916 à 1945, Brenschelbach était le terminus de la ligne ferroviaire de la vallée de la Horn (allemand : Hornbachbahn) qui partait de Deux-Ponts.

## Lieux et monuments

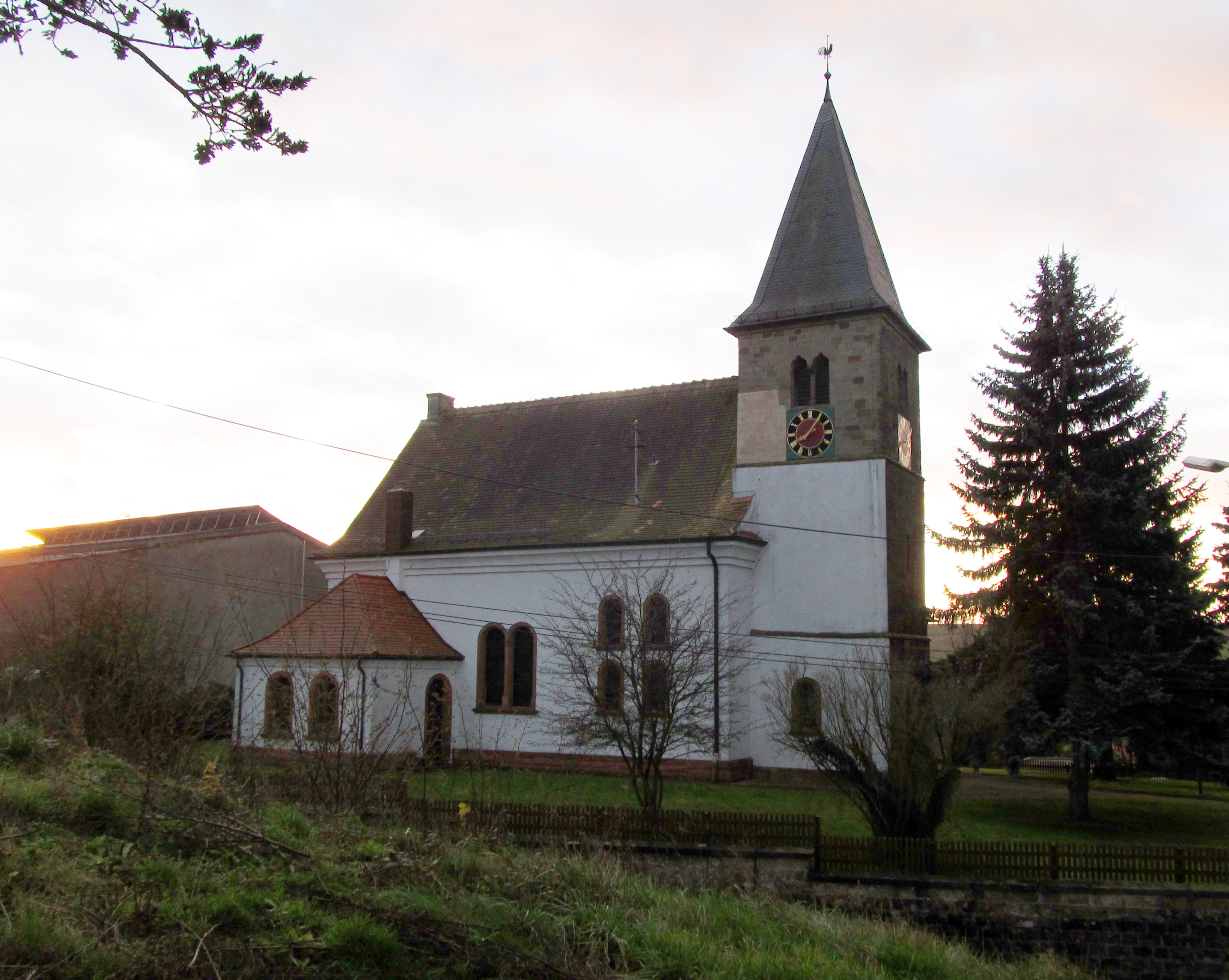
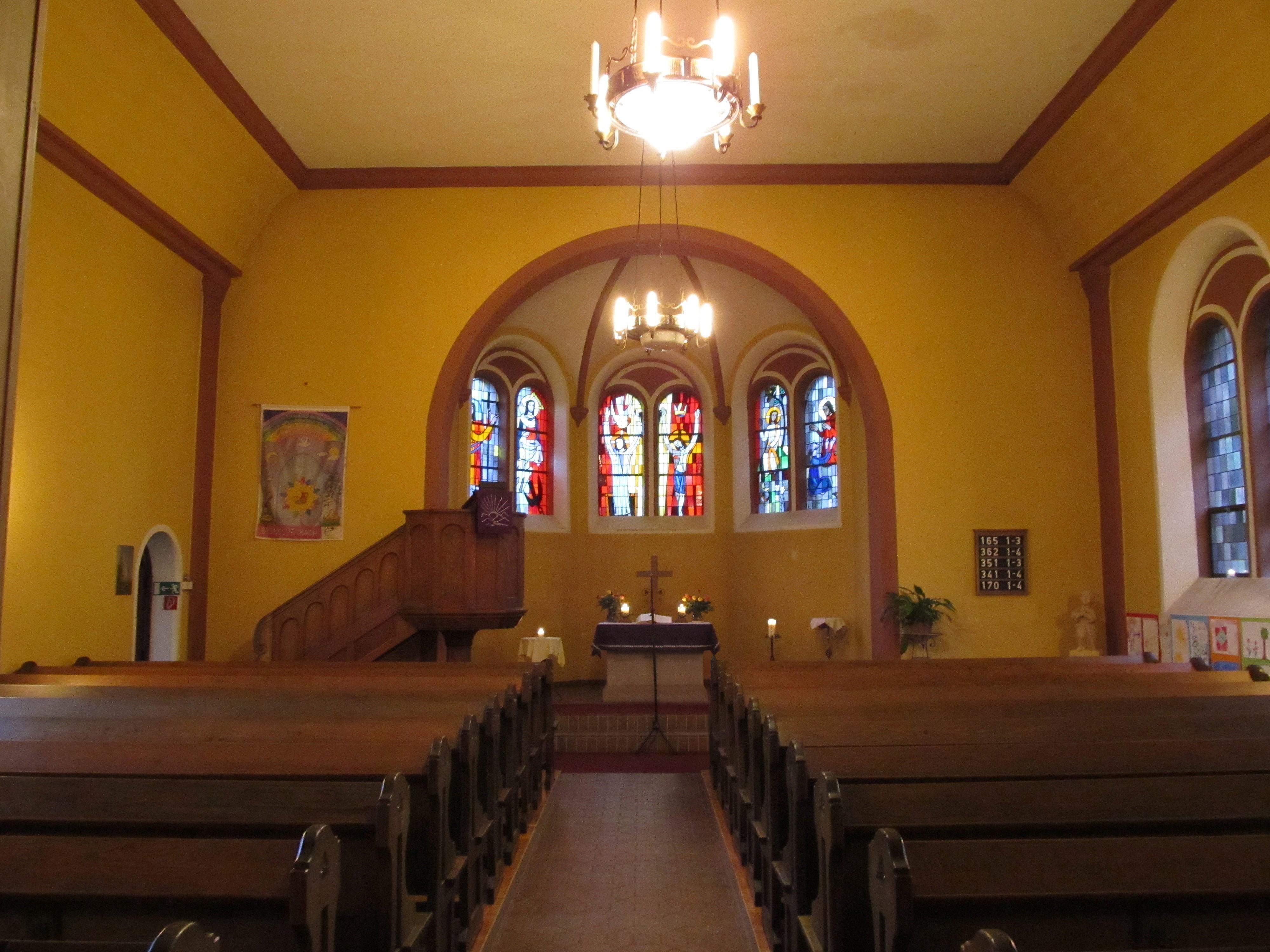
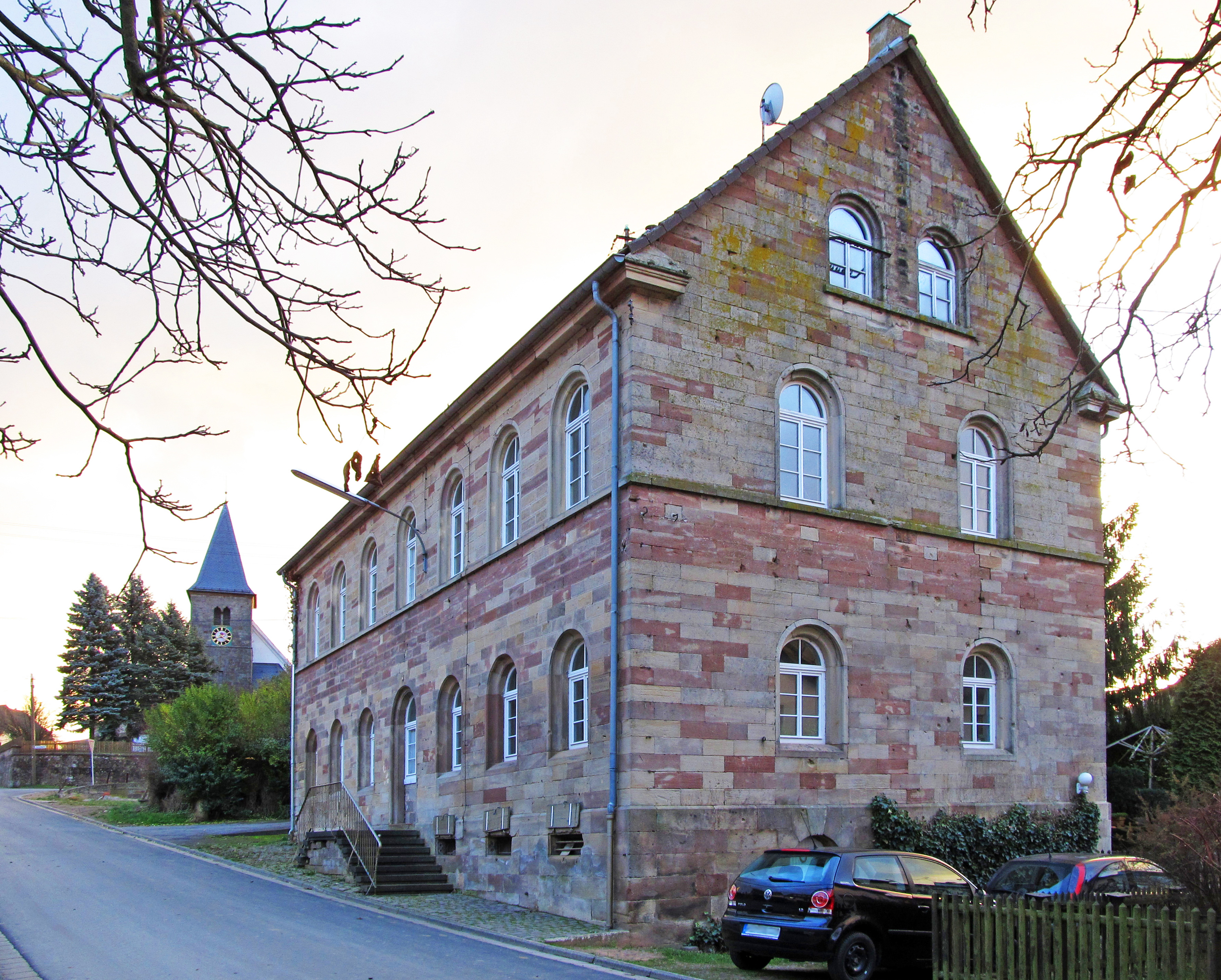
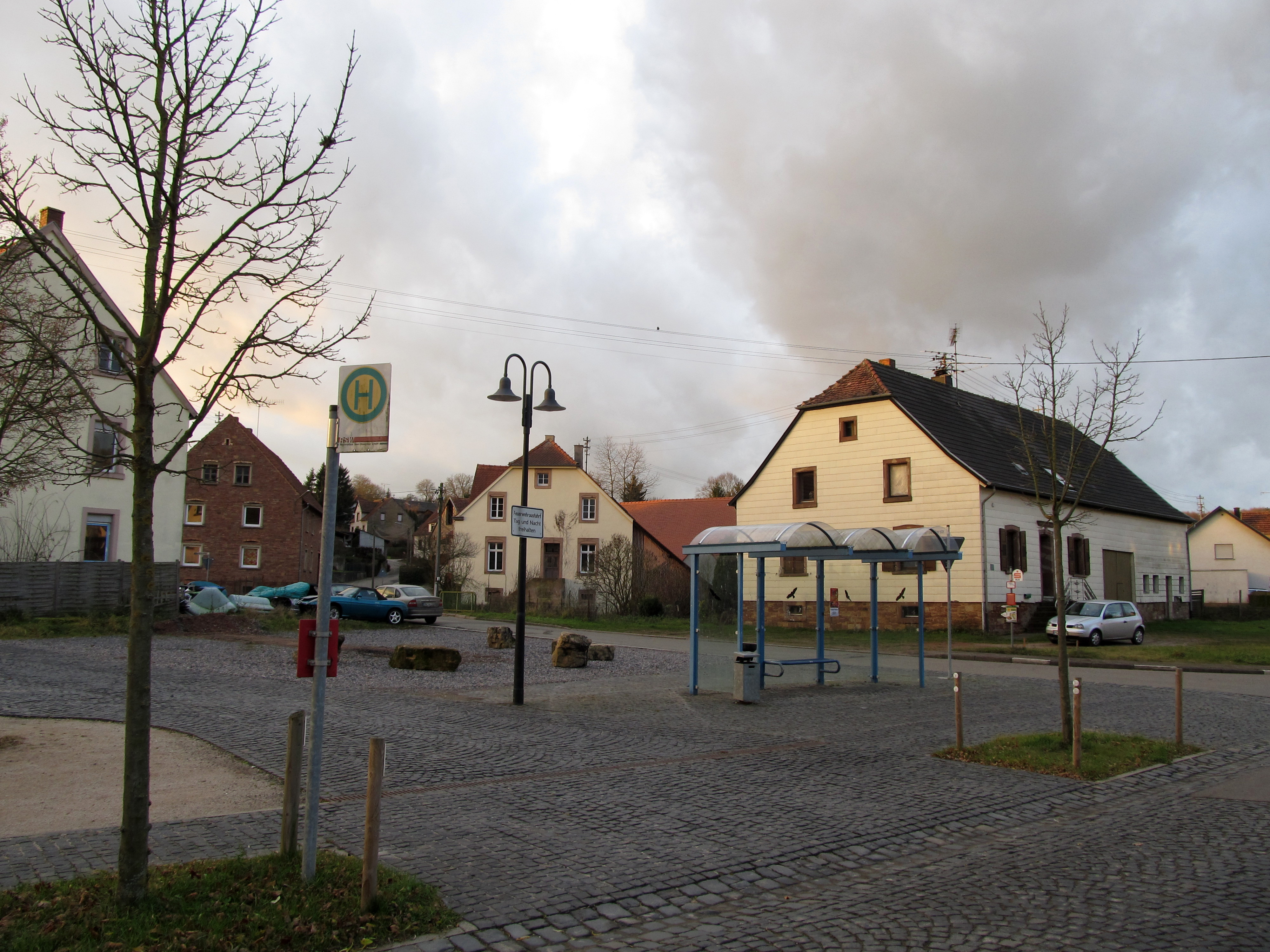